# Індукційний струм
Індукційний струм — електричний струм, що виникає у провідному контурі при зміні магнітного потоку через цей контур внаслідок явища електромагнітної індукції.
Величина індукційного струму визначається швидкістю зміни магнітного потоку й опором провідника.
{\displaystyle I=-{\frac {1}{R}}{\frac {d\Phi }{dt}}},
де {\displaystyle I} — сила струму, {\displaystyle \Phi } — магнітний потік, {\displaystyle R} — опір провідника.

## Перехідні процеси
Індукційні струми перешкоджають раптовій зміні струму в провіднику при підключенні до джерела або відключенні від нього. При підключенні до джерела струму електричний струм у провіднику починає зростати. Зростає також і магнітне поле, створюване цим струмом. Змінне магнітне поле індукує в провіднику струм, напрямлений протилежно тому електричному струму, який в ньому протікає. Як наслідок, електричний струм у провіднику наростає поступово і лише з часом досягає максимального значення. Коли це значення встановилося, магнітне поле перестає змінюватися і індукційний струм зникає.
Зворотний процес відбувається при вимиканні струму. Його зменшення призводить до зменшення магнітного поля, яке в свою чергу створює в провіднику електрорушійну силу, яка підтримує протікання струму. Як наслідок, після відключення від джерела струму, через провідник ще протягом певного часу протікає струм. Швидкість перехідного процесу залежить від індуктивності провідника.
Для провідника з індуктивністю {\displaystyle L} магнітний потік дорівнює
{\displaystyle \Phi =LI}.
Тоді зміну сили струму описує диференціальне рівняння
{\displaystyle {\frac {L}{R}}{\frac {dI}{dt}}+I=0}.
Відповідно, час релаксації, який описує цей процес дорівнює
{\displaystyle \tau ={\frac {L}{R}}}.

## Трансформатор
Явище електромагнітної індукції, а отже індукційні струми, лежать в основі принципу дії трансформатора. Змінне магнітне поле, яке створюється в осерді трансформатора первинною обмоткою, викликає у вторинній обмотці індукційний струм.

## Наведені струми
Нерідко індукційні струми бувають небажаними, оскільки призводять до взаємного впливу електричних кіл. Магнітне поле, створене одним електричним приладом може впливати на роботу іншого приладу, викликаючи в ньому індукційні струми, або, як їх ще називають, наведені струми.
Зокрема, під час екстремальних геомагнітних бур наведені струми можуть досягати сотень ампер і спричиняти проблеми в роботі промислової електромережі, автоматичних захисних систем, трансформаторних підстанцій, радіозв'язку, GPS-навігації тощо. Енергосистеми можуть відключитися або навіть повністю вийти з ладу.